# Гофмейер, Нильс
Нильс Хенрик Корнелий Гофмейер (дат. Niels Henrik Cordelus Hoffmeyer, 1836—1884) — датский метеоролог.

## Биография
Нильс Хенрик Корнелий Гофмейер родился 3 июня 1836 года в столице Дании городе Копенгагене. Сначала служил артиллерийским офицером, затем, в звании капитана, вышел в отставку и занялся метеорологией.
В 1872 году он был назначен директором вновь основанного Датского метеорологического института. Благодаря его неутомимой энергии и умению воодушевить наблюдателей институт уже в 1875 году имел 15 студентов 2-го и 170 студентов 3-го разряда.

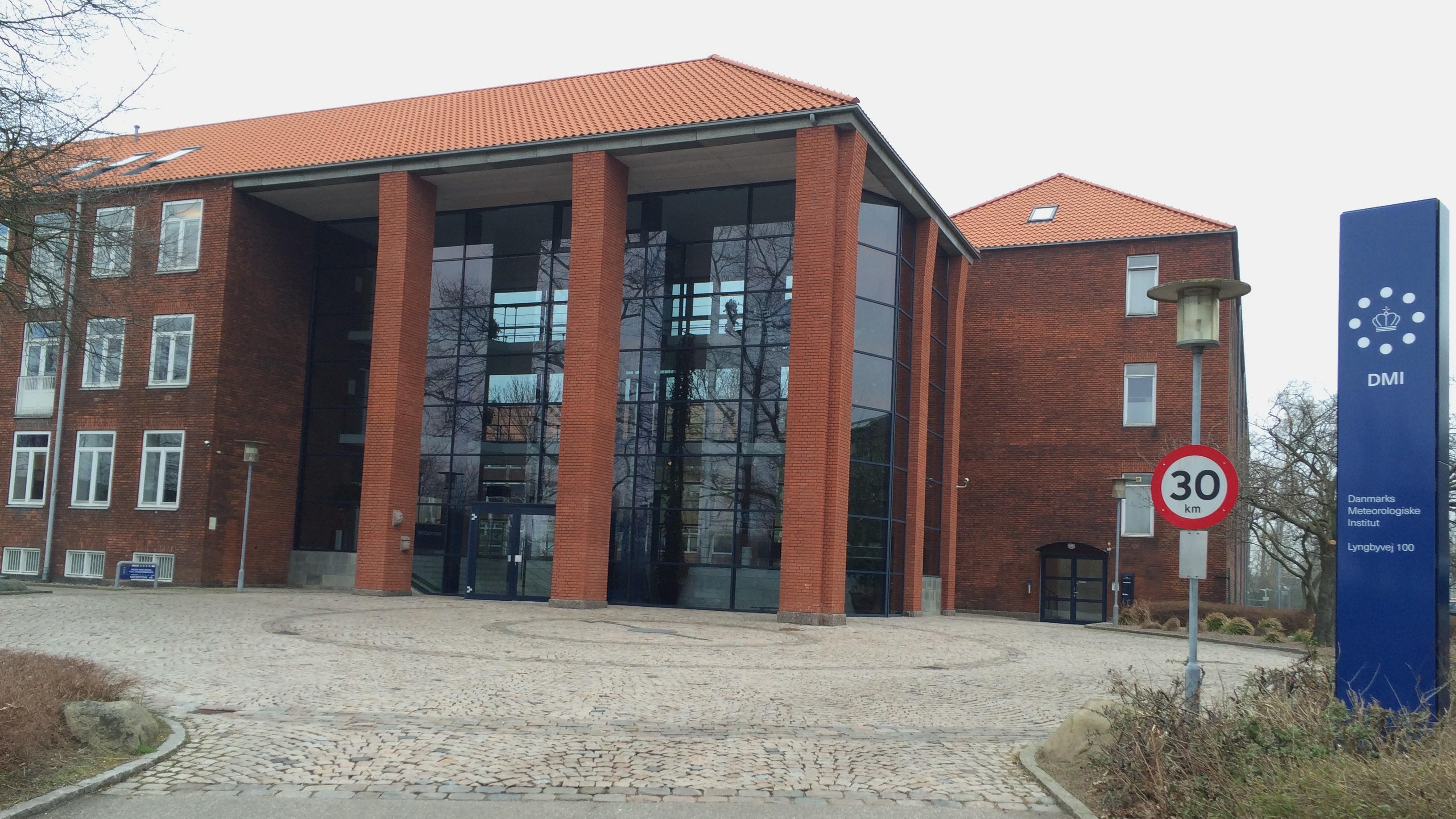

Особенно важны его метеорологические наблюдения в Гренландии, Исландии и на Фарерских островах, где колебания атмосферного давления довольно велики и где проходят большинство тех циклонов, от которых зависит изменение погоды Северной и Средней Европы. Во многом благодаря Нильсу Гофмейеру в этих странах была организована правильная сеть наблюдений за погодой.
Нильс Хенрик Корнелий Гофмейер усердно работал над расширением и усовершенствованием синоптических карт для Европы и Атлантического океана. Эти карты составлялись на основании сведений, полученных по почте; издаваемые им с 1874 пл 1879 год, и послужили образцом для последующих изданий такого рода; кроме этого, он изучал атмосферное давление и ветра в Атлантике и в Северо-Западной Европе; работал над сравнениями влияния суши и моря на распределение давления и температуры.
Своими наблюдениями Н. Гофмейер доказал, в частности, что даже такие незначительные и невысокие пространства суши, как Ютландия и Датские острова, имеют большое влияние на температуру, особенно зимой, при ясной и тихой погоде, средняя температура целого месяца внутри Ютландии, с одной стороны, и на плавучих маяках у западного берега полуострова может разниться до 1 градуса.
Учёный принимал самое деятельное участие в метеорологических конференциях и конгрессах и существенно способствовал принятию соглашения относительно единого способа производства и публикации наблюдений. С 1874 года под руководством Гофмейера выходил сборник «Annuaire de l’Institut météorologique Danois».
Нильс Хенрик Корнелий Гофмейер умер 16 февраля 1884 года в родном городе.

## Избранная библиография
- «Cartes synoptiques internationales» (1874—1879);
- «Luftdruckvertheilung im Winter» («Zeit. Oest. Gesell. Meteor.», 1878—1879);
- «Stürme des Nordatlantischen Ocean» (там же, 1880).